# Ángel Daniel Vassallo
Ángel Daniel Vassallo Colón (Toa Baja, 21 aprile 1986) è un cestista portoricano.

## Carriera
Con Porto Rico ha disputato tre edizioni dei Campionati mondiali (2010, 2014, 2019) e due dei Campionati americani (2009, 2015).